# Kerser
Kerser, pseudonimo di Scott Froml (Campbelltown, 21 agosto 1987), è un rapper australiano.

## Biografia
No Rest for the Sickest (2012) è stato il suo primo LP a entrare la top 15 delle ARIA Charts. Il disco successivo, intitolato S.C.O.T. e uscito nel novembre 2012, si è posto nella top five della classifica. Ha in seguito piazzato altri sei dischi fra i primi cinque posti, tra cui Next Step (certificato oro dalla Australian Recording Industry Association; 2015) e A Gift & a Kers (2023); quest'ultimo arrivato al vertice della graduatoria australiana e candidato per un ARIA Music Award.

## Discografia

### Album in studio
- 2011 – The Nebulizer
- 2012 – No Rest for the Sickest
- 2013 – S.C.O.T.
- 2014 – King
- 2015 – Next Step
- 2016 – Tradition
- 2017 – Engraved in the Game
- 2019 – Lifestyle
- 2020 – Roll the Dice
- 2023 – A Gift & a Kers

### Singoli
- 2012 – D.G.A.F (con Fortay)
- 2019 – The Vibe
- 2019 – Can't Dispute It
- 2019 – Rap Now (feat. Rates)
- 2021 – Winner
- 2022 – Like I'm Trapped
- 2022 – Telem How
- 2022 – Been Some Time
- 2023 – Deadset 10 (feat. Manning)